# Hadraphe
Hadraphe is een geslacht van vlinders van de familie slakrupsvlinders (Limacodidae).

## Soorten
- H. aprica Karsch, 1899
- H. ethiopica (Bethune-Baker, 1915)